# Anneli Jäätteenmäki
Anneli Tuulikki Jäätteenmäki (Lapua, 11 de febrero de 1955) es una política finlandesa actualmente eurodiputada por Finlandia desde 2014 en el Grupo de la Alianza de los Demócratas y Liberales. Fue primera ministra de Finlandia entre el 17 de abril y el 24 de junio de 2003. Fue la primera vez en el país que ese cargo era ocupado por una mujer. Con la toma de posesión, siendo Presidenta Tarja Halonen, Finlandia consiguió ser la primera república de Europa con dos mujeres ocupando simultáneamente las máximas jefaturas del estado.